# Yoshitomo Nara
Yoshitomo Nara (奈良 美智, Nara Yoshitomo), né à Hirosaki en 1959, est un artiste japonais contemporain. Il habite à Tochigi[réf. souhaitée] et a fait des expositions dans plusieurs pays.

## Biographie
Yoshitomo Nara est né à Hirosaki en 1959. Il étudie les beaux-arts à l'Université des Arts de la Préfecture d'Aichi, où il obtient une 2e licence en 1987 et un master en 1987. Entre 1988 et 1993, il étudie à la Kunstakademie Düsseldorf, à Düsseldorf[source insuffisante],.
Plus de 40 expositions majeures lui ont été consacrées à travers le monde. Il est représenté par la galerie Marianne Boesky à New York et par Blum & Poe à Los Angeles. Il a gagné le prix de Nagoya.

## Œuvres
Nara apparaît dans le mouvement pop art japonais des années 1990. Ses œuvres agressives et naïves, où il représente des enfants et des animaux qui portent des armes, sont un objet de culte aujourd'hui.
On y observe des influences de l'art punk, du graffiti, du manga, de l'anime et des cartoons américains et un clair symbolisme de la froideur et de la violence pour amalgamer la tendresse et la méchanceté humaines dans des produits que plusieurs auteurs encadrent bien dans le Japon d'après-guerre.